# Fersmanita
La fersmanita és un mineral de la classe dels silicats. Rep el nom en honor de l'acadèmic Aleksandr Evgenievich Fersman (8 de novembre de 1883 - 20 de maig de 1945), mineralogista, fundador del Museu Mineralògic Fersmann de Moscou (Rússia). La fersmita, un altre mineral, també porta el seu nom.

## Característiques
La fersmanita és un silicat de fórmula química Ca₄(Na,Ca)₄(Ti,Nb)₄(Si₂O₇)₂O₈F₃. Cristal·litza en el sistema triclínic. La seva duresa a l'escala de Mohs és 5,5.
Segons la classificació de Nickel-Strunz, la fersmanita pertany a «09.BE - Estructures de sorosilicats, amb grups Si₂O₇, amb anions addicionals; cations en coordinació octaèdrica [6] i major coordinació» juntament amb els següents minerals: wadsleyita, hennomartinita, lawsonita, noelbensonita, itoigawaïta, ilvaïta, manganilvaïta, suolunita, jaffeïta, fresnoïta, baghdadita, burpalita, cuspidina, hiortdahlita, janhaugita, låvenita, niocalita, normandita, wöhlerita, hiortdahlita I, marianoïta, mosandrita, nacareniobsita-(Ce), götzenita, hainita, rosenbuschita, kochita, dovyrenita, baritolamprofil·lita, ericssonita, lamprofil·lita, ericssonita-2O, seidozerita, nabalamprofil·lita, grenmarita, schüllerita, lileyita, murmanita, epistolita, lomonossovita, vuonnemita, sobolevita, innelita, fosfoinnelita, yoshimuraïta, quadrufita, polifita, bornemanita, xkatulkalita, bafertisita, hejtmanita, bykovaïta, nechelyustovita, delindeïta, bussenita, jinshajiangita, perraultita, surkhobita, karnasurtita-(Ce), perrierita-(Ce), estronciochevkinita, chevkinita-(Ce), poliakovita-(Ce), rengeïta, matsubaraïta, dingdaohengita-(Ce), maoniupingita-(Ce), perrierita-(La), hezuolinita, belkovita, nasonita, kentrolita, melanotekita, til·leyita, kil·lalaïta, stavelotita-(La), biraïta-(Ce), cervandonita-(Ce) i batisivita.

## Formació i jaciments
Va ser descoberta al filó Núm. 1 de Labuntsov, dins el mont Eveslogtxorr, al massís de Khibini (óblast de Múrmansk, Rússia). També ha estat descrita en altres indrets de l'óblast de Múrmansk, així com a la república de Sakhà (Rússia), Romania, Alemanya, el Brasil i els Estats Units.